# بتزن‌اشتاین
شهر بتزن‌اشتاین در ایالت بایرن در کشور آلمان واقع شده است.